# Provincia del Chapare
La provincia del Chapare es una de las 16 provincias que conforman el departamento de Cochabamba en Bolivia. Está compuesta por 3 municipios, los cuales son: Sacaba, Colomi y Villa Tunari. 
En cuanto a superficie, es la segunda provincia más grande del departamento (después de la provincia de Carrasco) con una extensión territorial de 12 445 km². Limita al norte con el departamento del Beni, al este con las provincias de Carrasco y Tiraque, al sur con las provincias de Punata, Germán Jordán y Cercado, y al oeste con las de Quillacollo y Ayopaya. Cabe mencionar también que la Provincia del Chapare se encuentra dentro de las 30 provincias más grandes de Bolivia, ubicándose en el puesto 26.
La provincia tiene una población de 263 137 habitantes y una densidad de 21,14 hab/km² según el último Censo de 2012, haciéndola la tercera provincia más poblada del departamento de Cochabamba
La principales carreteras que atraviesan la Provincia del Chapare son la Ruta Nacional 4 (carretera nueva Cochabamba-Santa Cruz de la Sierra) y la Ruta Nacional 24 (carretera Villa Tunari-Eterazama-Isinuta). Otra ruta importante es la carretera Villa Tunari-Villa 14 de Septiembre-Villa Porvenir.
La capital de la provincia es la ciudad de Sacaba que concentra al 56,8 % de la población total de la provincia. Otras pequeñas ciudades de importancia por la cantidad de población que tienen son las siguientes respectivamente: Colomi, Eterazama, Villa Tunari, Villa 14 de Septiembre, Villa Porvenir, San Francisco.

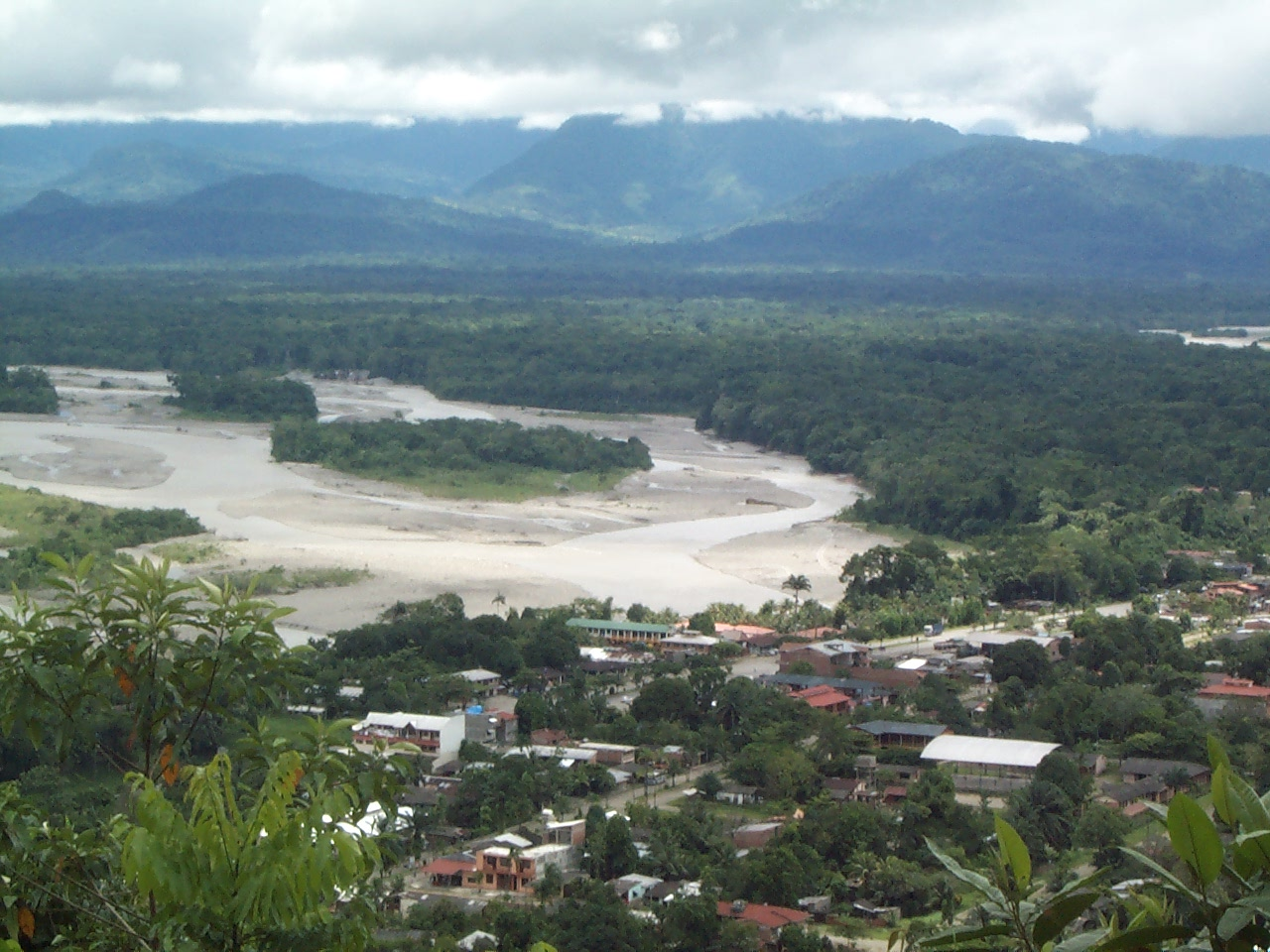
Vista de la región del Chapare y el río homónimo

La provincia se caracteriza también por poseer una gran riqueza en fauna y flora, y por ser además una de las zonas más lluviosas de la Tierra, con una precipitación promedio de 5850 mm.

## Historia

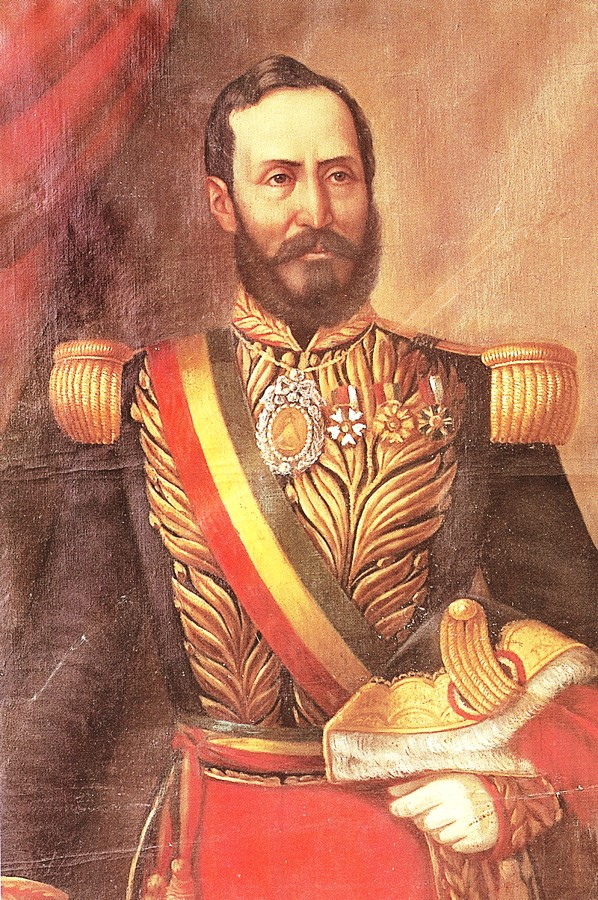
El Presidente de Bolivia Manuel Isidoro Belzu (1808-1865), quien logró gobernar el país desde 1848 hasta 1855, decidió crear la provincia Chapare mediante decreto supremo del 10 de junio de 1854, con su capital en la entonces localidad de Mendoza.

La provincia Chapare fue creada mediante decreto supremo el 10 de junio de 1854 durante el gobierno del entonces presidente Manuel Isidoro Belzu, con capital en el cantón Mendoza, en ese entonces.

### SigloXX
En el siglo XX vino a ser ampliamente conocida porque en su territorio se cultiva la hoja de coca, hoja utilizada por campesinos bolivianos de forma cotidiana por sus beneficios naturales y también en ritos comunitarios de convivencia. Sucesivos gobiernos bolivianos, como el de Jaime Paz Zamora (1989-1993), Gonzalo Sánchez de Lozada (1993-1997) y Hugo Banzer Suárez (1997-2001) emprendieron la reducción de la hoja de coca utilizada para la producción de cocaína. Estas políticas respondían a la catalogación de la Convención Única de 1961 sobre Estupefacientes realizada por las Naciones Unidas que declara a la hoja de coca como un estupefaciente.
Para ello, el gobierno contaba con el apoyo de la DEA, de Estados Unidos, así como también con UMOPAR, unidad especial destinada a controlar las zonas rurales. Pero con el correr de los años, se hizo sumamente difícil determinar hasta qué punto la producción se destinaba a usos tradicionales, y a partir de qué punto se destinaba a fabricar cocaína. Los habitantes de Chapare se resistían a dejar de cultivar la coca, debido a que era su único sustento. Se produjeron violentos enfrentamientos entre productores cocaleros y efectivos de UMOPAR, con gran número de muertos, y la región vivió sumida en una fuerte tensión durante gran parte de los años ochenta, noventa y principios del siglo XXI.

### SigloXXI
En 2006 llegó al gobierno Evo Morales, caudillo y sindicalista de los cocaleros. Su lema "sí a la coca, no a la cocaína" resumía su rechazo a las limitaciones al cultivo de la hoja. Se eliminaron las restricciones a los cultivos, mientras que el UMOPAR recibió nuevas directivas sobre sus funciones en la región. La política del nuevo presidente tensa las relaciones entre Bolivia y los Estados Unidos: el 1 de noviembre de 2008 Morales expulsó a la DEA de la región del Chapare. Como resultado, aumentó considerablemente la superficie cultivada de coca, y consecuentemente, aumentan los temores de que la mayor parte de esa producción se destine a producir cocaína.
En 2010 se anunció la construcción de una carretera que uniría la localidad de Villa Tunari, en el departamento de Cochabamba, con San Ignacio de Moxos, en el departamento del Beni, la cual pasaría directamente por el área protegida denominada TIPNIS. El proyecto de carretera causó la movilización de organizaciones defensoras del medio ambiente y de pobladores indígenas del parque nacional, para evitar el impacto negativo de la carretera sobre equilibrio ecológico de la zona.
Los sub central de pueblos indígenas del parque nacional expresó su posición a través de un pronunciamiento, donde además se rechazó el ingreso de cocaleros del Chapare, que agravarían la deforestación de la reserva. Debido a las fuertes protestas, la construcción de la carretera fue frenada por el gobierno nacional en 2011.

## Geografía
La provincia del Chapare ocupa la parte nororiental del departamento de Cochabamba, en el centro del país.
Al suroeste de la provincia se encuentra parte de la Serranía de Mosetenes, que sigue en dirección noroeste a un lado de la cordillera de los Andes.

## División administrativa
La provincia del Chapare está compuesta tres municipios:
1. Sacaba
2. Colomi
3. Villa Tunari

## Atractivos
La provincia del Chapare cuenta con numerosos atractivos turísticos. A la exuberante vegetación silvestre, se le suman numerosos cursos de agua como el río Chapare, donde los pobladores pueden disfrutar de pescados frescos como la trucha o el surubí, que son cocinados a la vista del consumidor. En Villa Tunari hay un creciente número de alojamientos, de diferentes categorías, y gran variedad de alternativas de esparcimiento para los visitantes.

## Demografía
De acuerdo con el censo boliviano de 2024, la población de la provincia del Chapara es de 333 408 habitantes. Esto la convierte en la tercera provincia más poblada del departamento de Cochabamba (después de la provincia de Cercado y de la provincia de Quillacollo).
La población de la provincia ha aumentado dos veces y media en las últimas tres décadas:
| POBLACIÓN HISTÓRICA DE LA PROVINCIA DEL CHAPARE | POBLACIÓN HISTÓRICA DE LA PROVINCIA DEL CHAPARE | POBLACIÓN HISTÓRICA DE LA PROVINCIA DEL CHAPARE | POBLACIÓN HISTÓRICA DE LA PROVINCIA DEL CHAPARE | POBLACIÓN HISTÓRICA DE LA PROVINCIA DEL CHAPARE |
| Año                                             | Habitantes                                      | Crecimiento Intercensal                         | Censo de Población                              | Ref.                                            |
| ----------------------------------------------- | ----------------------------------------------- | ----------------------------------------------- | ----------------------------------------------- | ----------------------------------------------- |
| SIGLO XIX                                       |                                                 |                                                 |                                                 |                                                 |
| 1854                                            | 10 000                                          | Sin cambios                                     | Censo boliviano de 1854                         | [ 11 ]                                          |
| 1882                                            | 17 187                                          | + 71,8 %                                        | Censo boliviano de 1882                         | [ 12 ]                                          |
| SIGLO XX                                        |                                                 |                                                 |                                                 |                                                 |
| 1900                                            | 24 875                                          | + 44,7 %                                        | Censo boliviano de 1900                         | [ 13 ]                                          |
| 1950                                            | 36 924                                          | + 48,4 %                                        | Censo boliviano de 1950                         | [ 14 ]                                          |
| 1976                                            | 57 718                                          | + 56,3 %                                        | Censo boliviano de 1976                         | [ 14 ]                                          |
| 1992                                            | 131 727                                         | + 128,2 %                                       | Censo boliviano de 1992                         | [ 14 ]                                          |
| SIGLO XXI                                       |                                                 |                                                 |                                                 |                                                 |
| 2001                                            | 187 358                                         | + 42,2 %                                        | Censo boliviano de 2001                         | [ 14 ]                                          |
| 2012                                            | 263 137                                         | + 40,4 %                                        | Censo boliviano de 2012                         | [ 14 ]                                          |
| 2024                                            | 333 408                                         | + 26,7 %                                        | Censo boliviano de 2024                         | [ 10 ]                                          |

| EVOLUCIÓN DEMOGRÁFICA DEL CHAPARE (Según los históricos censos) |
| --------------------------------------------------------------- |
|                                                                 |

### Representación demográfica del Chapare en el Departamento
Durante las últimas 12 décadas, la representación demográfica del Chapare a nivel departamental ha ido en aumento. En el año 1900 de cada 100 cochabambinos, solamente unos 7 vivían en la provincia Chapare, ya para el año 2020 de cada 100 habitantes unos 15 se encuentran viviendo en el Chapare y su capital Sacaba
| Representación de los habitantes del Chapare en el Departamento de Cochabamba | Representación de los habitantes del Chapare en el Departamento de Cochabamba | Representación de los habitantes del Chapare en el Departamento de Cochabamba | Representación de los habitantes del Chapare en el Departamento de Cochabamba |
| Año                                                                           | Población del Departamento de Cochabamba                                      | Población de la Provincia Chapare                                             | % Representación de la Provincia a Nivel Departamental                        |
| ----------------------------------------------------------------------------- | ----------------------------------------------------------------------------- | ----------------------------------------------------------------------------- | ----------------------------------------------------------------------------- |
| 1900                                                                          | 326 163                                                                       | 24 875                                                                        | 7,62 %                                                                        |
| 1950                                                                          | 452 145                                                                       | 36 924                                                                        | 8,00 %                                                                        |
| 1976                                                                          | 720 831                                                                       | 57 718                                                                        | 8,16 %                                                                        |
| 1992                                                                          | 1 110 205                                                                     | 131 727                                                                       | 11,86 %                                                                       |
| 2001                                                                          | 1 455 711                                                                     | 187 358                                                                       | 12,87 %                                                                       |
| 2012                                                                          | 1 762 761                                                                     | 263 137                                                                       | 14,92 %                                                                       |
| 2020                                                                          | 2 086 930                                                                     | 289 152                                                                       | 13,85 %                                                                       |

### Población por género
| Población por Género de la Provincia Chapare | Población por Género de la Provincia Chapare | Población por Género de la Provincia Chapare | Población por Género de la Provincia Chapare | Población por Género de la Provincia Chapare | Población por Género de la Provincia Chapare |
| Año                                          | Hombres                                      | Mujeres                                      | Hombres %                                    | Mujeres %                                    | Fuente                                       |
| -------------------------------------------- | -------------------------------------------- | -------------------------------------------- | -------------------------------------------- | -------------------------------------------- | -------------------------------------------- |
| 1992                                         | 68 063                                       | 63 664                                       | 51,67 %                                      | 48,33 %                                      | Censo boliviano de 1992                      |
| 2001                                         | 95 961                                       | 91 397                                       | 51,22 %                                      | 48,78 %                                      | Censo boliviano de 2001                      |
| 2012                                         | 132 855                                      | 130 282                                      | 50,49 %                                      | 49,51 %                                      | Censo boliviano de 2012                      |

### Población por municipios
| Población Histórica de los Municipios de la Provincia Chapare | Población Histórica de los Municipios de la Provincia Chapare | Población Histórica de los Municipios de la Provincia Chapare | Población Histórica de los Municipios de la Provincia Chapare | Población Histórica de los Municipios de la Provincia Chapare | Población Histórica de los Municipios de la Provincia Chapare |
| Municipio                                                     | Censo de 1992 (habitantes)                                    | Censo de 2001 (habitantes)                                    | Censo de 2012 (habitantes)                                    | Estimaciones 2022                                             | Crecimiento (1992-2020)                                       |
| ------------------------------------------------------------- | ------------------------------------------------------------- | ------------------------------------------------------------- | ------------------------------------------------------------- | ------------------------------------------------------------- | ------------------------------------------------------------- |
| Municipio de Sacaba                                           | 69 610                                                        | 117 100                                                       | 172 466                                                       | 208 913                                                       | 200,1 %                                                       |
| Municipio de Colomi                                           | 13 640                                                        | 17 372                                                        | 19 285                                                        | 22 514                                                        | 65,0 %                                                        |
| Municipio de Villa Tunari                                     | 48 477                                                        | 52 886                                                        | 71 386                                                        | 79 253                                                        | 63,4 %                                                        |
| Total Provincia Chapare                                       | 131 727                                                       | 187 358                                                       | 263 137                                                       | 310 680                                                       | 135,8 %                                                       |
| Departamento de Cochabamba                                    | 1 110 205                                                     | 1 455 711                                                     | 1 762 761                                                     | 2 028 639                                                     | 82,7 %                                                        |
| Bolivia                                                       | 6 420 792                                                     | 8 274 325                                                     | 10 059 856                                                    | 11 633 371                                                    | 81,1 %                                                        |

### Población por ciudades
| Principales Centros Urbanos de la Provincia Chapare | Principales Centros Urbanos de la Provincia Chapare | Principales Centros Urbanos de la Provincia Chapare | Principales Centros Urbanos de la Provincia Chapare | Principales Centros Urbanos de la Provincia Chapare | Principales Centros Urbanos de la Provincia Chapare |
| Puesto                                              | Ciudad                                              | Habitantes Censo de 1992                            | Habitantes Censo de 2001                            | Habitantes Censo de 2012                            | Perteneciente al                                    |
| --------------------------------------------------- | --------------------------------------------------- | --------------------------------------------------- | --------------------------------------------------- | --------------------------------------------------- | --------------------------------------------------- |
| 1°                                                  | Sacaba                                              | 36 905                                              | 92 581                                              | 149 563                                             | Municipio de Sacaba                                 |
| 2°                                                  | Colomi                                              | 3 863                                               | 3 699                                               | 3 914                                               | Municipio de Colomi                                 |
| 3°                                                  | Eterazama                                           | 1 913                                               | 2 001                                               | 3 359                                               | Municipio de Villa Tunari                           |
| 4°                                                  | Villa Tunari                                        | 1 597                                               | 2 510                                               | 3 210                                               | Municipio de Villa Tunari                           |
| 5°                                                  | Villa 14 de Septiembre                              | 1 617                                               | 1 403                                               | 2 123                                               | Municipio de Villa Tunari                           |

## Personajes
- Evo Morales Ayma
- Leonardo Loza
- Andrónico Rodríguez